# 台北影視節

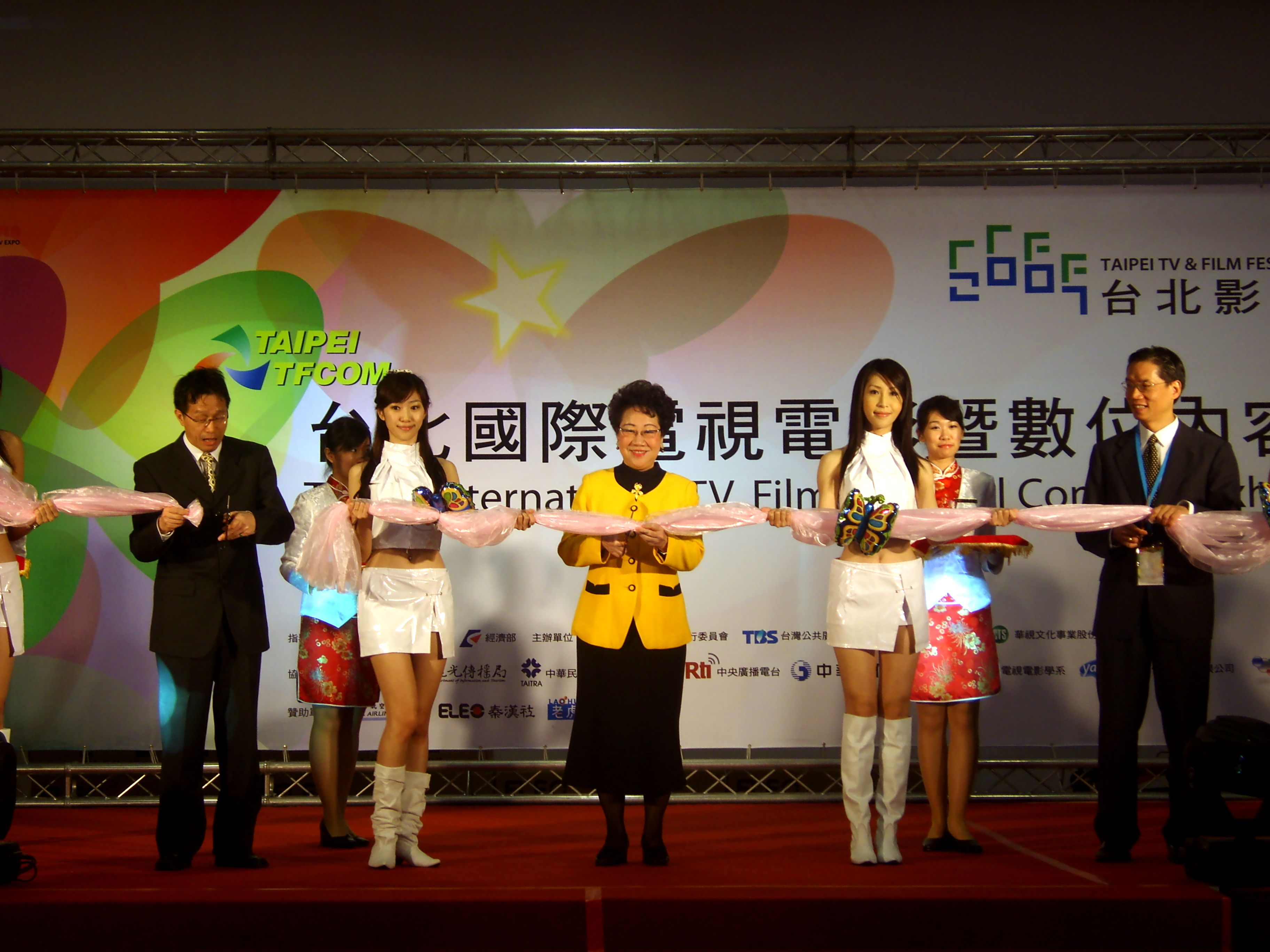
2007年台北影視節剪綵開幕儀式

台北影視節（Taipei TV & Film Festival），為台灣規模最大的國際性影視文化活動，創立於2004年，主辦單位為行政院新聞局。其主要目標在於行銷台灣影視文化價值，協助台灣優質影視產品拓展海外市場，並建立亞洲影視節目的共同交易平台。「2007台北影視節」總共有9國95家廠商324個攤位參展，現場實際交易達640萬美元（新台幣1億9千5百萬元），為亞洲最大規模的影視節。

## 活動內容
「2008台北影視節」於2008年11月6日至8日在台北世界貿易中心的展覽三館及台北國際會議中心舉辦，主要活動內容有：
- 台北國際電視電影暨數位內容展
- 台北國際數位廣電影視論壇
- 影視嘉年華 
  - 發現台灣美麗新基地
  - 十大戲劇票選
  - 紙上座談會
  - 國際迎賓Party
  - 海峽兩岸影視論壇
  - 原視英雄榜演唱會